# Comboio da Praia do Barril

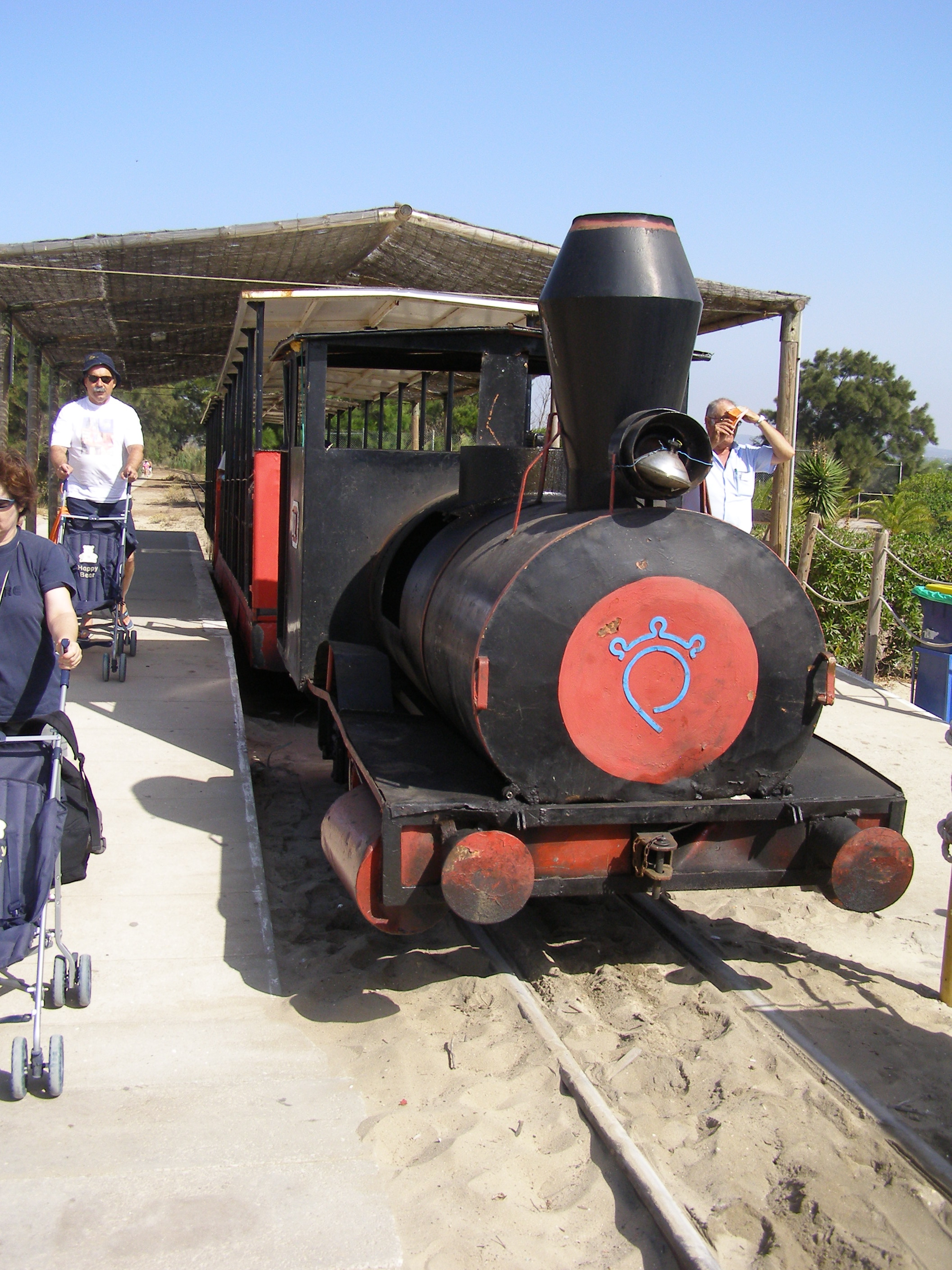
Aankomst aan het strand

De Comboio da Praia do Barril (Trein naar Praia do Barril) is een 1,11 km lange smalspoorweg op het Portugese eiland Ilha de Tavira. Het spoor heeft een spoorbreedte van 600 mm en loopt dwars over het eiland van de lagune naar het strand van de Atlantische Oceaan. Het wordt gebruikt door een treintje dat, getrokken door een locomotief, in de zomermaanden toeristen van de vakantieplaats Pedras d'el Rei naar het strand Praia do Barril brengt. Een tocht begint bij een pontonbrug over de lagune en eindigt na een rit van acht minuten door het lagunegebied aan het strand. Bij de pontonbrug in Pedras d'el Rei is een grote parkeerplaats. Het spoor werd oorspronkelijk gebruikt voor de tonijnvisserij in de jaren 1920. 

## Afbeeldingen

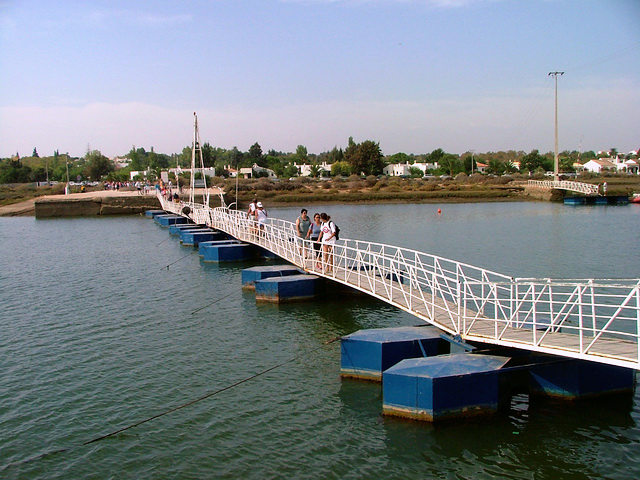
Pontonbrug
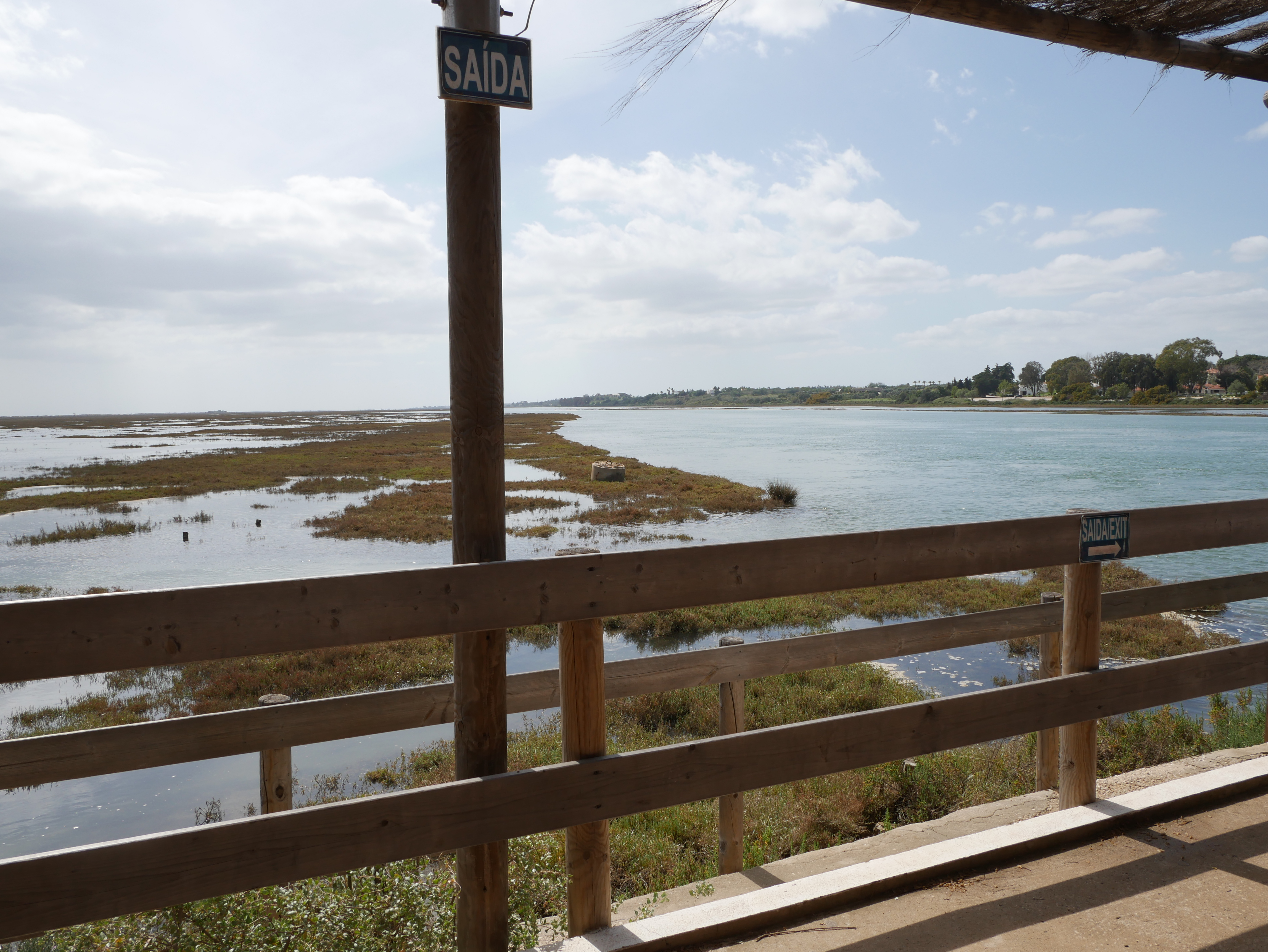
Lagune bij vloed
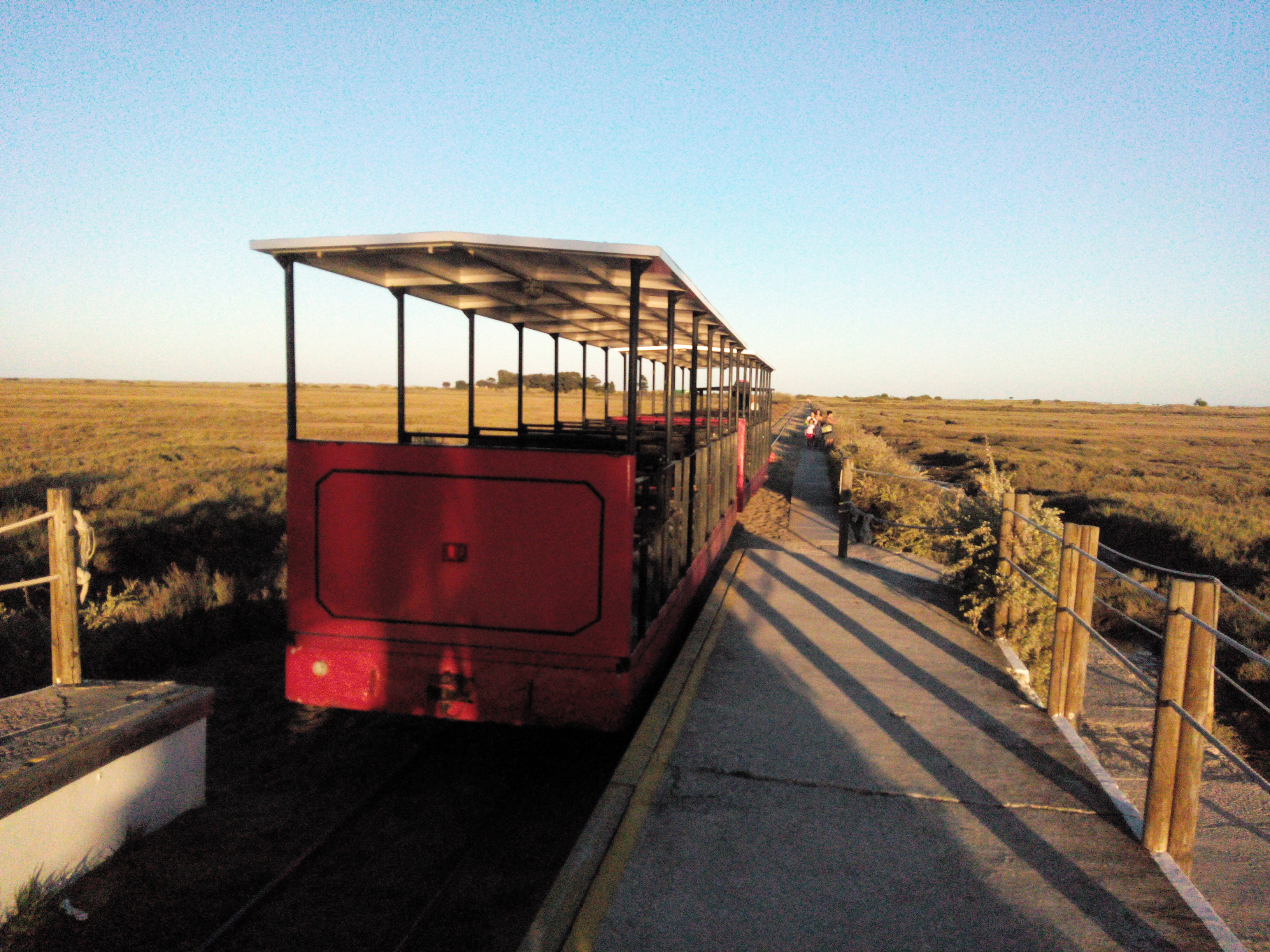
Vertrekstation
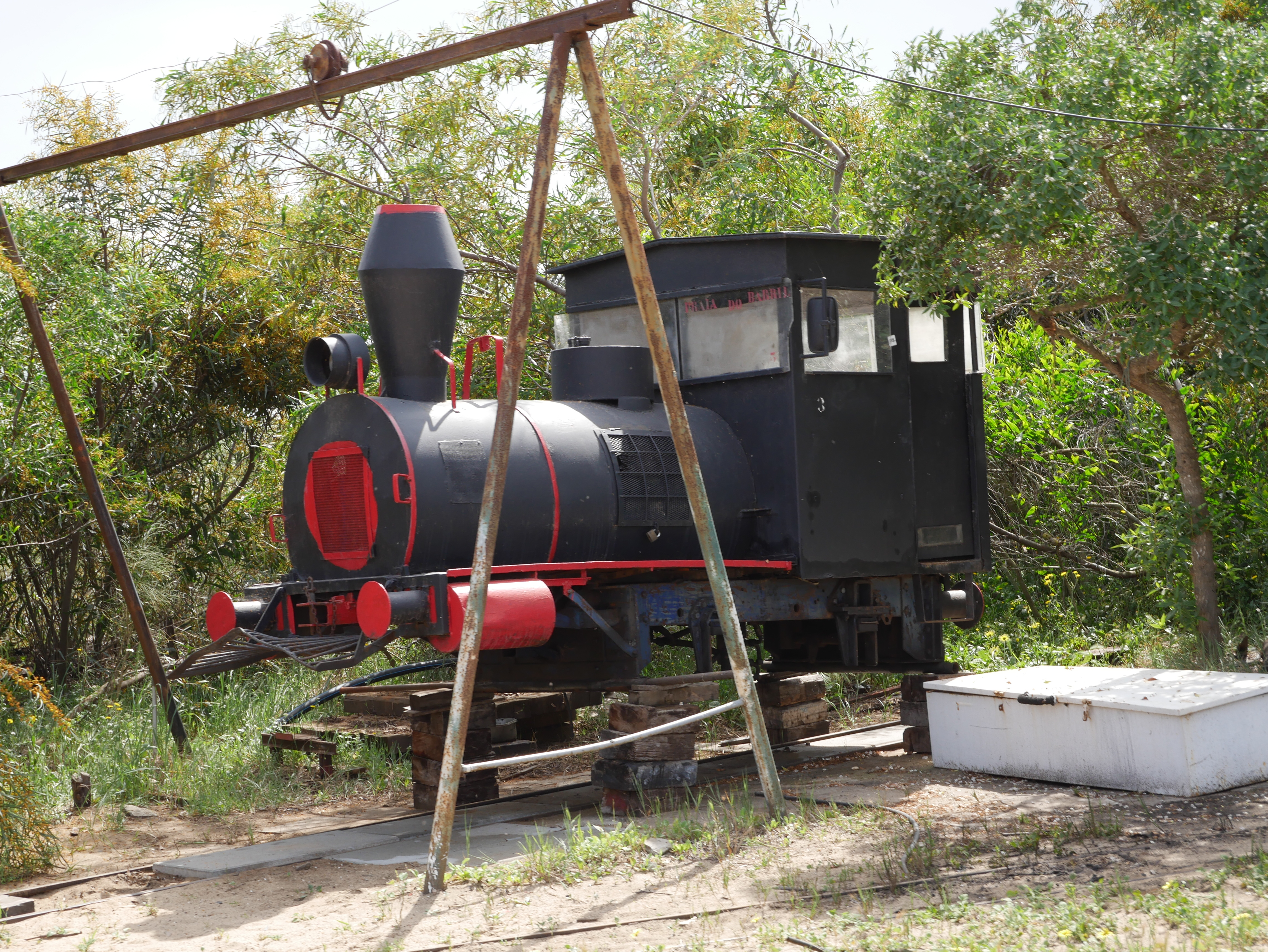
Defecte locomotief